# Oog & Blik
Oog & Blik is een zelfstandige imprint van De Bezige Bij met stripboeken voor een volwassen publiek (undergroundstrips, autobiografische strips, prentenboeken, cartoons, ...).

## Historiek
In 1985 werd de uitgeverij opgericht door Joost Swarte en Hansje Joustra. Er werden zeefdrukken uitgegeven van onder andere Swarte zelf, maar ook graphic novels van Amerikaanse auteurs als Art Spiegelman, Robert Crumb en Chris Ware. Vanaf 1992 ging Oog & Blik zich specialiseren in literaire beeldverhalen. In 2009 begon de uitgeverij nauw samen te werken met De Bezige Bij waardoor ze in april 2010 werd overgenomen. Joustra kwam in loondienst, maar Swarte hield het bij een adviserende functie. Joustra legde na een aantal jaar zijn functie neer en startte Scratch Comics, waarmee tevens bij De Bezige Bij korte tijd daarna de stripboeken uit hun fonds verdwenen.

## Auteurs (selectie)
- Zeina Abirached
- Alfred
- David B.
- Jaron Beekes
- Stanislas Barthélémy
- Charles Berberian
- Enki Bilal
- Christophe Blain
- Blutch
- Theo van den Boogaard
- Hervé Bourhis
- José-Louis Bocquet
- François Boucq
- Charles Burns
- Daniel Clowes
- Robert Crumb
- Catel
- Def P
- Guy Delisle
- Peter van Dongen
- Guido van Driel
- Philippe Dupuy
- Nicolas Dumontheuil
- Jean-Yves Ferri
- Nicolas Fructus
- Gipi
- Sarah Glidden
- Philippe Goddin
- Erik de Graaf
- Maaike Hartjes

- David Heatley
- Mark Hendriks
- Milan Hulsing
- Zoran Janjetov
- Alexandro Jodorowsky
- Eddie de Jong
- Olivier Ka
- Ben Katchor
- Hanco Kolk
- Jerry Kramsky
- Isabel Kreitz
- Erik Kriek
- Li Kunwu
- Manu Larcenet
- Jeff Lemire
- Willy Linthout
- Jacques de Loustal
- Wauter Mannaert
- Javier Mariscal
- Lorenzo Mattotti
- Max
- David Mazzucchelli
- Linda Medley
- Ever Meulen
- Moebius
- Brian Lee O'Malley
- Clément Oubrerie
- Floris Oudshoorn
- Lamelos
- Michiel van de Pol

- Joost Pollmann
- Peter Pontiac
- Pieter De Poortere
- David Prudhomme
- Michel Rabagliati
- Pascal Rabaté
- Andy Riley
- Marcel Ruijters
- Art Spiegelman
- Schwantz
- Seth
- Joann Sfar
- Dash Shaw
- Joost Swarte
- Jacques Tardi
- Craig Thompson
- Simon Tofield
- Adrian Tomine
- Lewis Trondheim
- TRIK
- Typex
- Judith Vanistendael
- Chris Ware
- Roelof Wijtsma
- René Windig
- Winshluss
- Jim Woodring
- Jorge Zentner